# Henrik II av Cypern
Henrik II av Cypern, född 1270, död 1324, var en cypriotisk regent. Han var Cyperns monark från 1285 till 1324. Han var också Henrik II av Jerusalem som titulärmonark av Jerusalem. 